# SubRip
SubRip è un software libero per Windows che "rippa" (estrae) i sottotitoli e i loro tempi da un video.  È software libero, rilasciato sotto la licenza GNU GPL. SubRip è anche il nome del formato di sottotitoli largamente usato e compatibile generato da questo software.

## Software SubRip
Tramite l'utilizzo dell'OCR, SubRip può estrarre i sottotitoli e i loro tempi da video live, file video e DVD e salvarli in un file di formato SubRip Text. Può opzionalmente salvare i sottotitoli estratti come immagini bitmap da utilizzare per una successiva sottrazione (rimozione) dal video iniziale.
Nella pratica, SubRip è configurato con il codec corretto per il video sorgente, poi viene istruito dall'utente su area, font, stili, colori da usare per riconoscere i sottotitoli.
Il formato di file SubRip Text , come riportato da Matroska, è "forse il più elementare di tutti i formati di sottotitoli". I file SubRip sono marcati con l'estensione .srt, e contengono gruppi di righe formattate di testo, separate da una riga vuota. I sottotitoli sono numerati in modo sequenziale, partendo da 1.
Il formato dell'ora utilizzato è ore:minuti:secondi,millisecondi con le unità di tempo di due cifre e le frazioni di tre cifre. Il separatore della parte frazionaria è la virgola, dato che il programma è stato scritto in Francia.
1. Un contatore numerico che identifica ogni sottotitolo
2. Il tempo in cui il sottotitolo deve apparire sullo schermo seguito da --> e il tempo in cui deve scomparire.
3. Il sottotitolo stesso su una o più righe
4. Una riga vuota che non contiene testo, che indica la fine di questo sottotitolo

Esempio:
```
168
00:20:41,150 --> 00:20:45,109
- Come ha fatto?
- Gli ho fatto un'offerta che non poteva rifiutare.

```

### Formattazione
In modo non ufficiale il formato possiede un'elementare formattazione del testo, la quale può essere o interpretata o renderizzata in base all'applicazione che lo sta processando. La formattazione è derivata dai tag HTML per grassetto, corsivo, sottolineato e colore:
- Grassetto - <b> ... </b> oppure {b} ... {/b}
- Corsivo - <i> ... </i> oppure {i} ... {/i}
- Sottolineato - <u> ... </u> oppure {u} ... {/u}
- Colore del font - <font color="nome del colore or #codice"> ... </font> (come in HTML)

Tag annidati sono consentiti; alcune implementazioni consentono la formattazione della sola riga completa.

### Compatibilità
Il formato .srt è supportato dalla maggior parte dei video player . Su Windows per i video player che non supportano i sottotitoli per esiste VSFilter che consente la visualizzazione di SubRip e altri formati. Il formato SubRip è direttamente supportato da molti tool di creazione di contenuti e da alcuni media player hardware. Nell'agosto 2008 YouTube ha aggiunto il supporto ai sottotitoli nel suo video player Flash: sotto l'opzione "Closed Captioning" i creatori di contenuti possono caricare i sottotitoli in formato SubRip.